# Terra di Jameson
La Terra di Jameson è una penisola della Groenlandia, bagnata a nord e ad est dall'omonimo mare, a sud dal fiordo di Scoresby Sund e congiunta ad ovest con la Terra di Re Cristiano X. Appartiene al comune di Sermersooq. Vi sono pochi villaggi qui: tra questi, Ittoqqortoormiit e Gurreholm; nei pressi c'è anche Sydkap, dove si trova un antico insediamento della civiltà Thule. Questa penisola si trova al limitare del Parco nazionale della Groenlandia nordorientale, molto a nord del Circolo polare artico, e il clima è particolarmente rigido.
| Controllo di autorità | VIAF (EN) 315128083 · LCCN (EN) sh85069334 · GND (DE) 4126543-9 · J9U (EN, HE) 987007529244705171 |